# نغم في حياتي (فلم)
نغم في حياتي فيلم مصري عرض عام 1975، من إخراج هنري بركات وبطولة فريد الأطرش وميرفت أمين وحسين فهمي، وهو آخر فيلم قام ببطولته فريد الأطرش قبل أن يتوفى في مستشفى الحايك في بيروت إثر أزمة قلبية في نفس العام ولم يشهد عرض الفيلم في السينما حيث توفى في 26 ديسيمبر 1974. الفيلم مستوحى من قصة فاني Fanny لمارسيل بانيول.

## القصة
(حنان) فتاة صغيرة جذابة وجميلة، تعمل سكرتيرة لدى المطرب (ممدوح)، تتعلق بقلب (محسن) وترتبط به عاطفيا، ونتيجة لذلك الارتباط تقع ضحية عندما تسلم نفسها لمحسن، ويصبح ناتج ذلك الارتباط حملا، هنا يتأزم الموقف، فمحسن عليه ترك بيروت إلى البرازيل للبحث عن فرصة عمل، ولا بد أن يترك البلد فورًا هكذا يبدو الأمر، لكن حنان تكتشف تخلي محسن عنها لحملها، يعلم ممدوح بما حدث لحنان فيتزوجها، توافق حنان إنقاذًا للموقف، فتتغير حياتها .

## تمثيل
- فريد الأطرش
- ميرفت أمين
- حسين فهمي
- سلامة إلياس
- عدلي كاسب
- ليلى كرم

## أغاني الفيلم
من ألحان وغناء فريد الأطرش
- حبينا حبينا

كلمات: توفيق بركات
- علشان ماليش غيرك

كلمات: فتحي قورة
- يا حبايبي يا غايبين

كلمات: مرسي جميل عزيز